# Tommaso Salvadori
Tommaso Salvadori, właśc. Adelardo Tommaso Salvadori Paleotti (ur. 30 września 1835 w Porto San Giorgio, zm. 9 października 1923 w Turynie) – włoski zoolog i ornitolog, hrabia.

## Życiorys
Urodził się w Porto San Giorgio jako syn hrabiego Luigiego Salvadoriego i pochodzącej z Wielkiej Brytanii Ethelyn Welby. Studiował medycynę w Pizie i Rzymie, ukończył studia medyczne na Uniwersytecie w Pizie.
Brał udział w wyprawie wojskowej Garibaldiego na Sycylię (wyprawa tysiąca), pełniąc funkcję oficera medycznego. W 1863 r. był asystentem w Muzeum Zoologii, a w 1879 r. został wicedyrektorem Królewskiego Muzeum Historii Naturalnej w Turynie.

### Przyrodnik
Salvadori już na wczesnym etapie życia zainteresował się ptakami i w 1862 roku opublikował katalog ptaków Sardynii.
Specjalizował się w awifaunie Azji. Studiował bogate kolekcje ptaków z tych regionów, przechowywane w Museo Civico di Storia Naturale di Genova oraz kolekcje ptaków wschodnioindyjskich w Paryżu, Londynie, Berlinie i Lejdzie.
W 1880 roku przebywał w Brytyjskim Muzeum Historii Naturalnej w Londynie, aby pracować nad trzema tomami Catalogue of the Birds.
Jego imieniem nazwano kiśćca czarnego (Lophura inornata, ang. Salvadori’s pheasant), podobnie jak warana papuaskiego (Varanus salvadorii), a także wiele innych gatunków ptaków, na przykład Psittaculirostris salvadorii, Caprimulgus pulchellus (ang. Salvadori's nightjar), Myrmotherula minor (ang. Salvadori’s antwren), Eremomela salvadorii, Serinus xantholaemus (ang. Salvadori’s seedeater), Salvadorina waigiuensis.
Opublikował około 300 prac z zakresu ornitologii.

## Prace
Najważniejsze dzieła:
- Monografia del Gener Ceyx Lacépède. Torino (1869) (Atti della Accademia delle Scienze di Torino)
- Nuove specie di uccelli dei generi Criniger, Picus ed Homoptila Nov. Gen.. Torino (1871) (Atti della R. Accademia delle Scienze)
- Intorno al Cypselus horus. Torino (1872) (Atti della R. Accademia delle Scienze) coautore: O. Antinori
- Intorno ad un nuovo genere di Saxicola. Torino (1872) (Atti della R. Accademia delle Scienze) coautore: O. Antinori
- Nuova specie del Genere Hyphantornis. Torino (1873) (Atti della R. Accademia delle Scienze)
- Di alcune specie del Genere Porphyrio Briss.. Torino (1879) (Atti della R. Accademia delle Scienze)
- Ornitologia della Papuasia e delle Molucche. Torino (1879) (Atti della R. Accademia delle Scienze)
- Osservazioni intorno ad alcune specie del Genere Collocalia G.R. Gr.. Torino (1880) (Atti della R. Accademia delle Scienze)
- Collezioni ornitologiche fatte nelle isole del Capo Verde da Leonardo Fea. Annali Museo Civico di Storia Naturale di Genova (2) 20: 1–32. (1889)
- Catalogue of the Psittaci, or parrots, in the collection of the British museum. London (1891)
- Catalogue of the Columabe, or pigeons, in the collection of the British museum. London (1893)
- Catalogue of the Chenomorphae (Palamedeae, Phoenicopteri, Anseres) Crypturi and Ratitae in the collection of the British Museum. London (1895)
- Due nuove specie di Uccelli dell’Isola di S. Thomé e dell’Isola del Principe raccolte dal sig. Leonardo Fea. Bollettino della Società dei Musei di Zoologia ed Anatomia comparata della R. Università di Torino (1901)
- Uccelli della Guinea Portoghese raccolti da Leonardo Fea(inne języki). Annali del Museo Civico di Storia Naturale di Genova (1901)
- Caratteri di due nuove specie di Uccelli di Fernando Po. Bollettino della Società dei Musei di Zoologia ed Anatomia comparata della R. Università di Torino (1903)
- Contribuzioni alla ornitologia delle Isole del Golfo di Guinea. Memorie della Reale Academia delle Scienze di Torino, serie II, tomo LIII (1903)
  - I – Uccelli dell’Isola del Principe
  - II – Uccelli dell’Isola di San Thomé
  - III – Uccelli di Anno-Bom e di Fernando Po